# Haggadah de Sarajevo
La Haggada de Sarajevo est un manuscrit enluminé de langue hébraïque contenant un texte de la Haggada. Réalisé en Espagne au XIVe siècle, il s'agit de l'un des manuscrits en hébreu les plus richement enluminés. Il est inscrit sur la liste des monuments nationaux de Bosnie-Herzégovine.

## Historique
La date et le lieu de fabrication précis du manuscrit ne sont pas connus. Il provient sans doute du nord de l'Espagne, plus précisément du royaume d'Aragon, et date du milieu du XIVe siècle. Il s'agit peut-être d'un cadeau pour un mariage réunissant deux familles dont les blasons sont représentés dans l'ouvrage, et qui représentent une rose (vered en hébreu) et une aile (elazar). Une note dans l'ouvrage indique qu'il a changé de propriétaire en 1510, mais sans préciser son identité. Une autre note, datée de 1609, indique que l'ouvrage ne parle pas contre l'Église, sans doute dans un contexte d'Inquisition. 
Rien ne permet de savoir comment le livre est arrivé en Bosnie. La mention historique la plus ancienne de sa présence ne remonte qu'à 1894 : cette année-là, un certain Josef Cohen propose de le céder à l'association culturelle juive de Sarajevo appelée « La Benevolencija ». L'achat est refusé car le prix est jugé trop élevé, mais l'ouvrage est finalement acquis par le musée national de Bosnie-Herzégovine pour la somme de 150 couronnes. Le manuscrit est alors authentifié par des historiens de l'art viennois, dont Julius von Schlosser, qui en font une publication. Il s'agit du premier manuscrit juif publié en fac-similé. Le manuscrit n'est alors jamais exposé, mais conservé en réserve.
Pendant la Seconde Guerre mondiale, à la suite de l'entrée des troupes allemandes dans la ville, l'ouvrage est caché par le directeur du musée Jozo Petrović et par le conservateur, Derviš Korkut, un bosniaque musulman. 
Au cours de la guerre de Bosnie-Herzégovine, le manuscrit est sorti du musée national et mis en sûreté dans un coffre de la banque nationale. 
Des rumeurs faisant état de sa disparition font surface fin 1994. Les autorités de Sarajevo choisissent initialement de ne pas communiquer sur le sujet, mais après la parution d'un article dans le Chicago Tribune insinuant que le document a été vendu contre des armes et que le ministre de la culture musulman n'est pas enclin à préserver l'héritage juif, le gouvernement décide d'agir : le 16 avril 1995, lors du seder de Pessa'h, la Haggadah est acheminée dans un véhicule blindé jusqu'à la synagogue ashkénaze de Sarajevo où sont présents le président bosniaque Alija Izetbegović et des représentants de la presse internationale,.

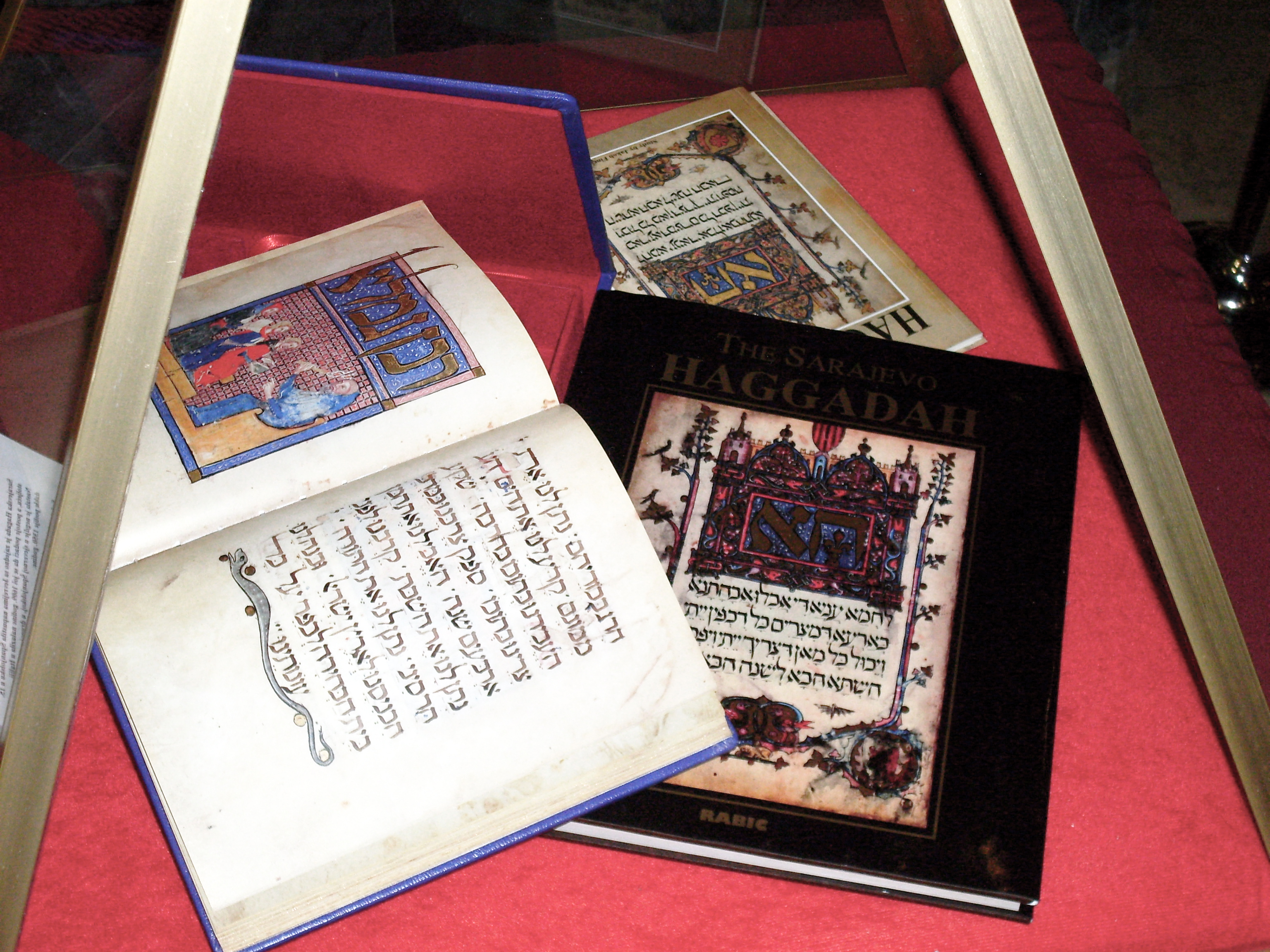
Copies de la Haggadah de Sarajevo.

L'importance symbolique du document trouve une nouvelle illustration en 1998 lorsque Momčilo Krajišnik, le représentant serbe de la présidence tripartite de Bosnie, demande que le document soit partagé entre les trois peuples constitutifs du pays ; il propose qu'il soit exposé un tiers du temps à Banja Luka, capitale serbe ; un tiers à  Mostar vue comme la capitale croate ; et le dernier tiers à Sarajevo.
En 2002, Jacques Paul Klein, le représentant spécial de la mission des Nations unies en Bosnie-Herzégovine (MINUBH), décide de faire de la Haggadah un symbole du processus de paix en cours. La mission onusienne finance donc à hauteur de 120 000 $ l'ouverture d'une salle dans le musée national à Sarajevo pour exposer l'ouvrage ainsi que d'autres symboles de la diversité religieuse du pays. La salle, ouverte au public le 2 décembre 2002, est dotée de systèmes de sécurité et de climatisation perfectionnés. Elle est cependant très rapidement fermée au bout d'un mois, à la fin du mandat onusien, faute de financements.
Une salle spéciale est aménagée au sein du musée afin de pouvoir exposer le manuscrit. Il est de nouveau invisible en 2012 à la suite de la fermeture de ce musée pour raisons financières. Il est cependant prévu certains jours de visite.

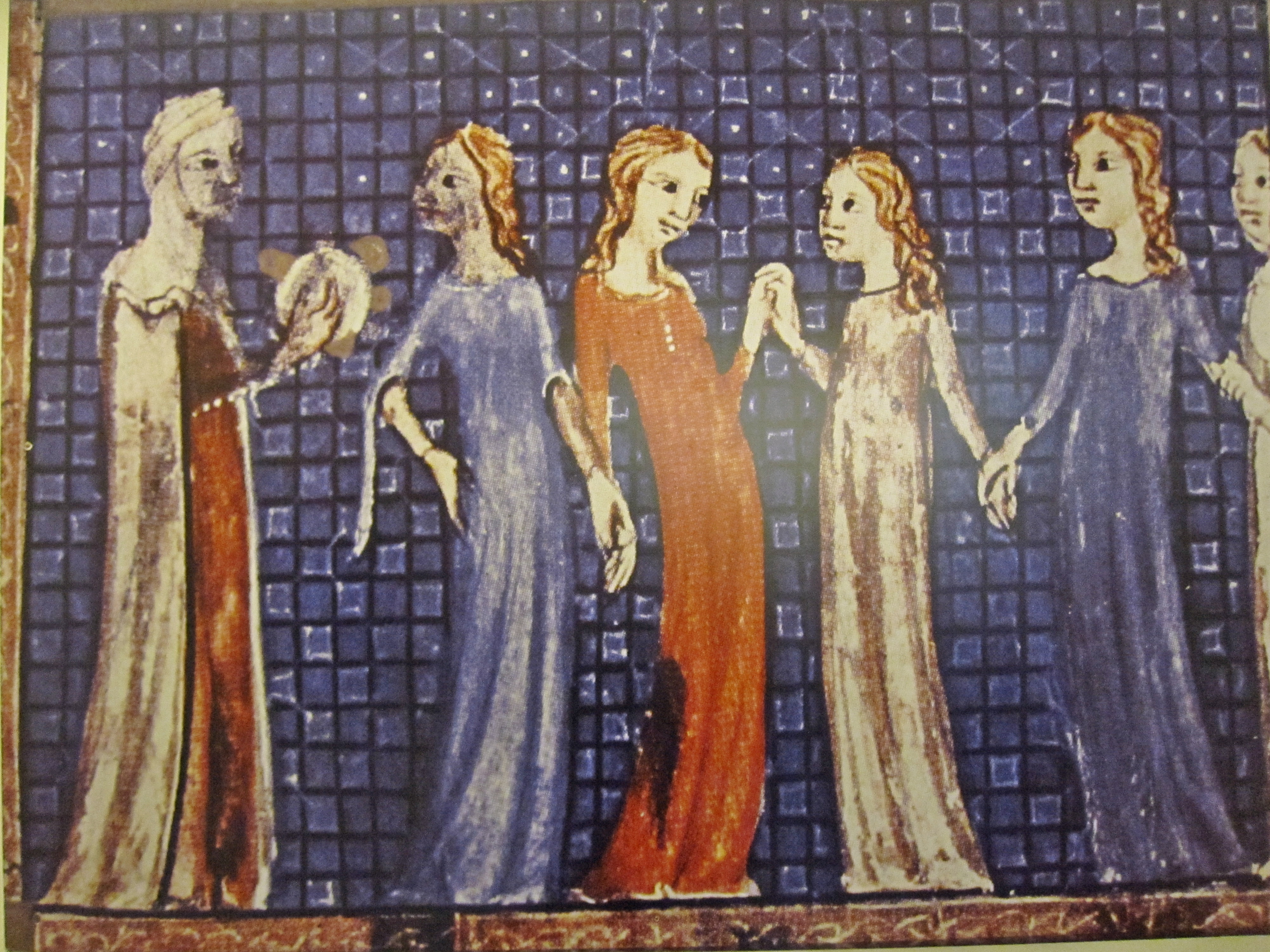
Reproduction présentée au musée de la Diaspora Beit Hatefutsot, Tel Aviv, Israël.

## Description
Le manuscrit contient 142 folios contenant le texte de la Haggada, lu à l'occasion de Pessa'h. L'ouvrage offre sur ses 40 premiers folios la représentation en 69 miniatures de scènes de la Torah. La suite du livre, qui contient le texte liturgique, présente des mots enluminés mais aucune illustration.

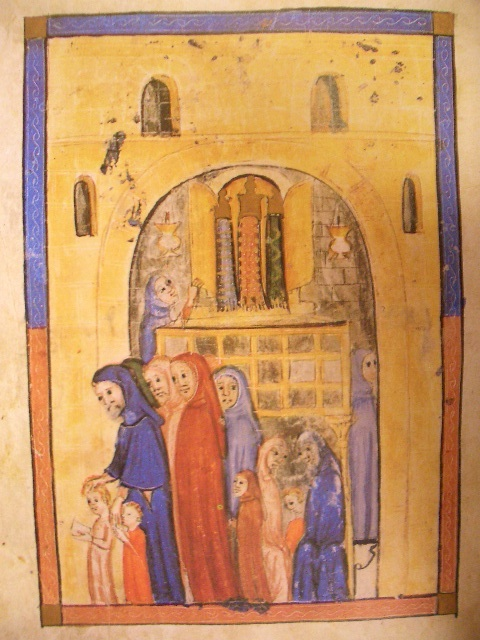
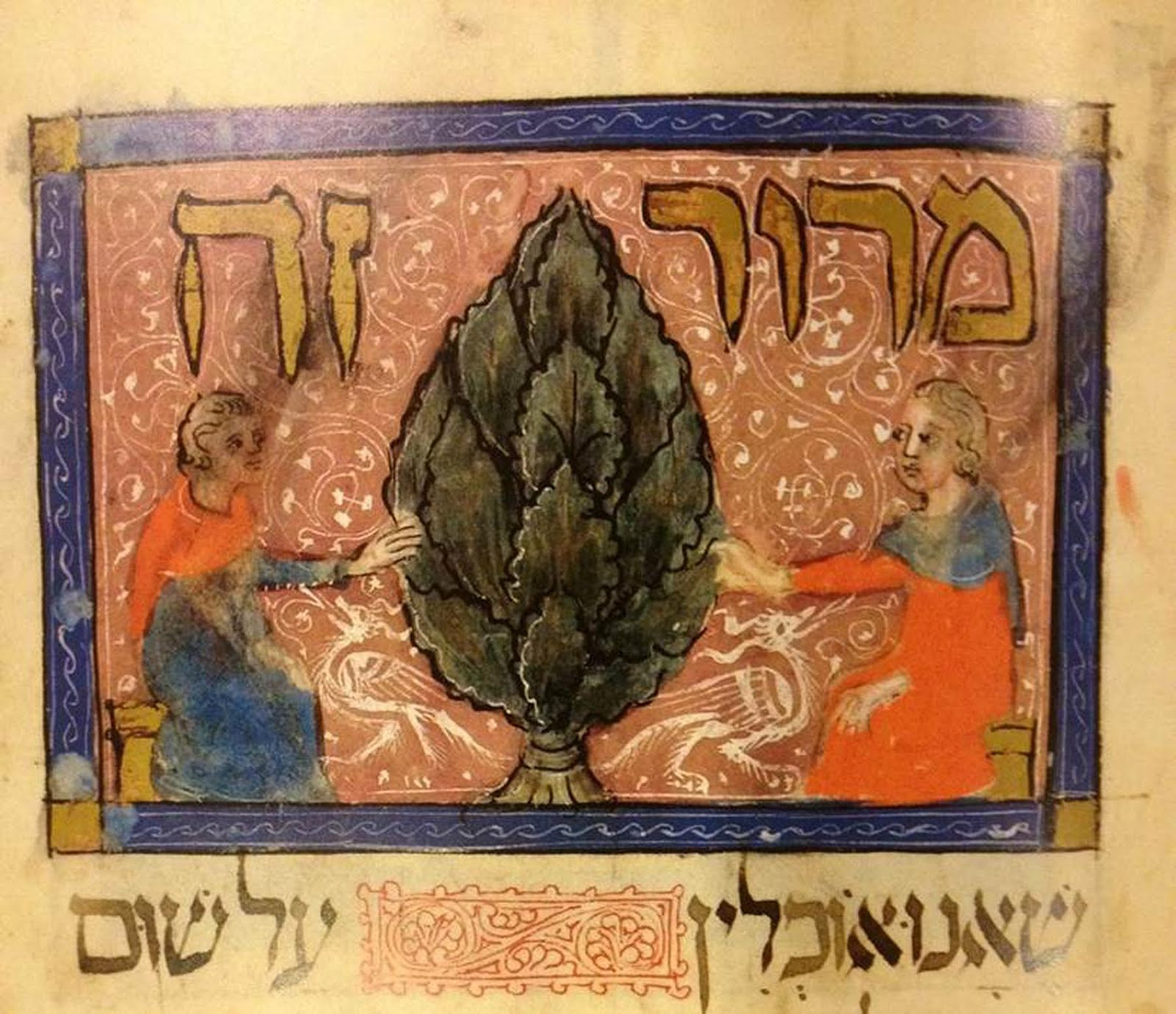
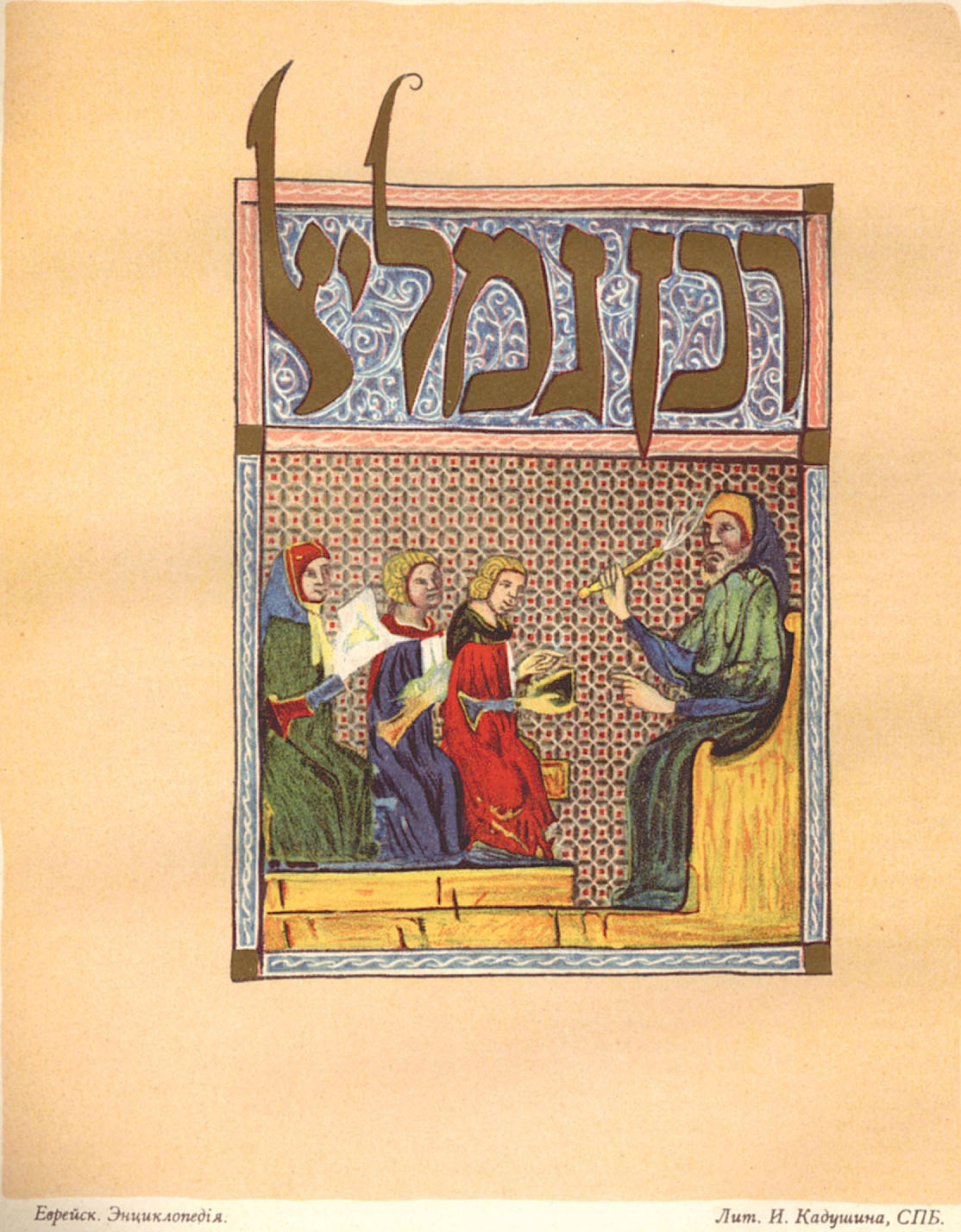
Gamaliel l'Ancien

## Un roman sur la Haggadah de Sarajevo
Dans son roman Le Livre d'Hanna, Geraldine Brooks met en scène les péripéties qu'aurait connues le livre, présentées à travers l'enquête que mène Hanna, une restauratrice d'art qui travaille sur le manuscrit de Sarajevo. A travers de minuscules indices collectés lors des travaux d'entretien de la reliure (poil, aile d'insecte, tâches...), elle retrace le parcours de ce livre ainsi que celui des personnes qui l'ont tenu entre leurs mains.[réf. nécessaire]